# Fellevél

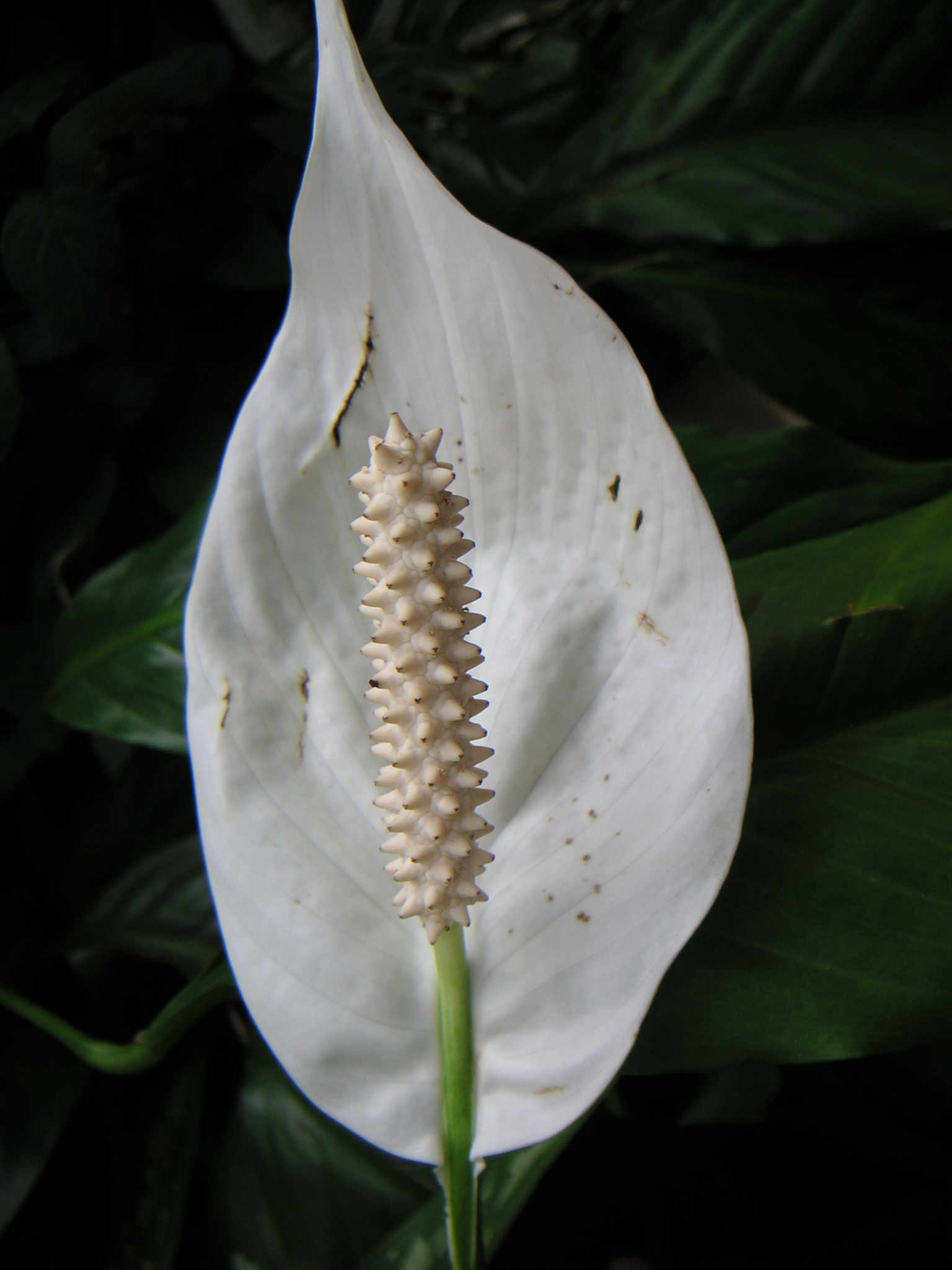
Vitorlavirág (Spathiphyllum sp.) fehér fellevele (buroklevele)

A fellevél vagy tudományos nevén hipszofillum, hypsophyllum (ógörög ὕψος ’magas’ + φυλλον ’levél’) a lomblevelek szintje felett, közvetlenül a viráglevelek tája alatt kifejlődő, a virágzatot védő levél. Gyakran a rendszertani családba való besorolás kritériuma, egy adott fajra jellemző bélyeg (például a perjefélék toklásza). Néhány fajnál virágbiológiai szerepe is van, amennyiben az általa óvott és rejtett virágzathoz színével, illatanyagával csalogatja a megporzást elősegítő rovarokat.

## A fellevél típusai
- Murvalevél (bractea): Alakjában és méretében a lomblevéltől eltérő fellevél, amely a hónaljában megbújó virágzatot már bimbós korától védelmezi. A színes murvalevél (bractea colorata) színe és illatanyaga feltűnő, így csalogatja a rovarokat az elrejtett virágzathoz (pl. tátogatófélék). A lomblevéltől morfológiájában nem vagy alig eltérő, a virágzatot védelmező fellevél elnevezése murváskodó levél. Speciális murvalevél az ernyős virágzat ernyősugarainak tövén elhelyezkedő gallérlevél.
- Buroklevél (spatha): A kontyvirágfélék és a pálmafélék családjára jellemző, hüvelyszerű, nagy, gyakran fehér vagy élénk színű fellevél, amely a hónaljában elhelyezkedő virágzatnak nyújt védelmet. Dísznövény-kertészeti szempontból buroklevelei miatt is értékes a flamingóvirág (Anthurium) és a kalla (Zantedeschia).
- Toklász (palea): A perjefélékre jellemző fellevél, amely a magányos vagy a kettesével-hármasával kalászkákba, füzérkékbe tömörült virágzatot védi. Két részre oszlik: belső (palea superior) és külső toklászra (palea inferior). Ez utóbbi gerincéről vagy csúcsáról serteszerű függelék, ún. szálka (arista) ered. A kettesével-hármasával kalászkákba tömörült virágok tövét általában további, kagylóhéjszerű fellevélképlet, a hártyás vagy pergamenszerű pelyva (gluma) borítja.
- Fészekpikkely (squama): A fészkesvirágúakra jellemző fészekvirágzat alsó oldalán elhelyezkedő fellevelek, amelyek a fészektányéron kifejlődő virágzatot már bimbós korában is védelmezik. A fészekpikkelyek együttes elnevezése fészekörv (periclinium, involucrum).
- Kupacs (cupula): A kupacsosok makktermését védő sajátos képződmény, amely a szorosan egymás mellé rendeződött, fásodott fellevelekből, ritkán a kocsányból alakult ki. Gyakorta teljes burkot képez, esetenként csésze alakú, illetve levélszerű örvként veszi körbe a termést (pl. mogyoró). Felülete lehet sima, tövises-tüskés (pl. szelídgesztenye) és bibircses-pikkelyes (pl. tölgy).

Egyfajta fellevél-módosulás a nyitvatermők virágzatán, a tobozon elhelyezkedő fedőpikkelyek is.

## Képek

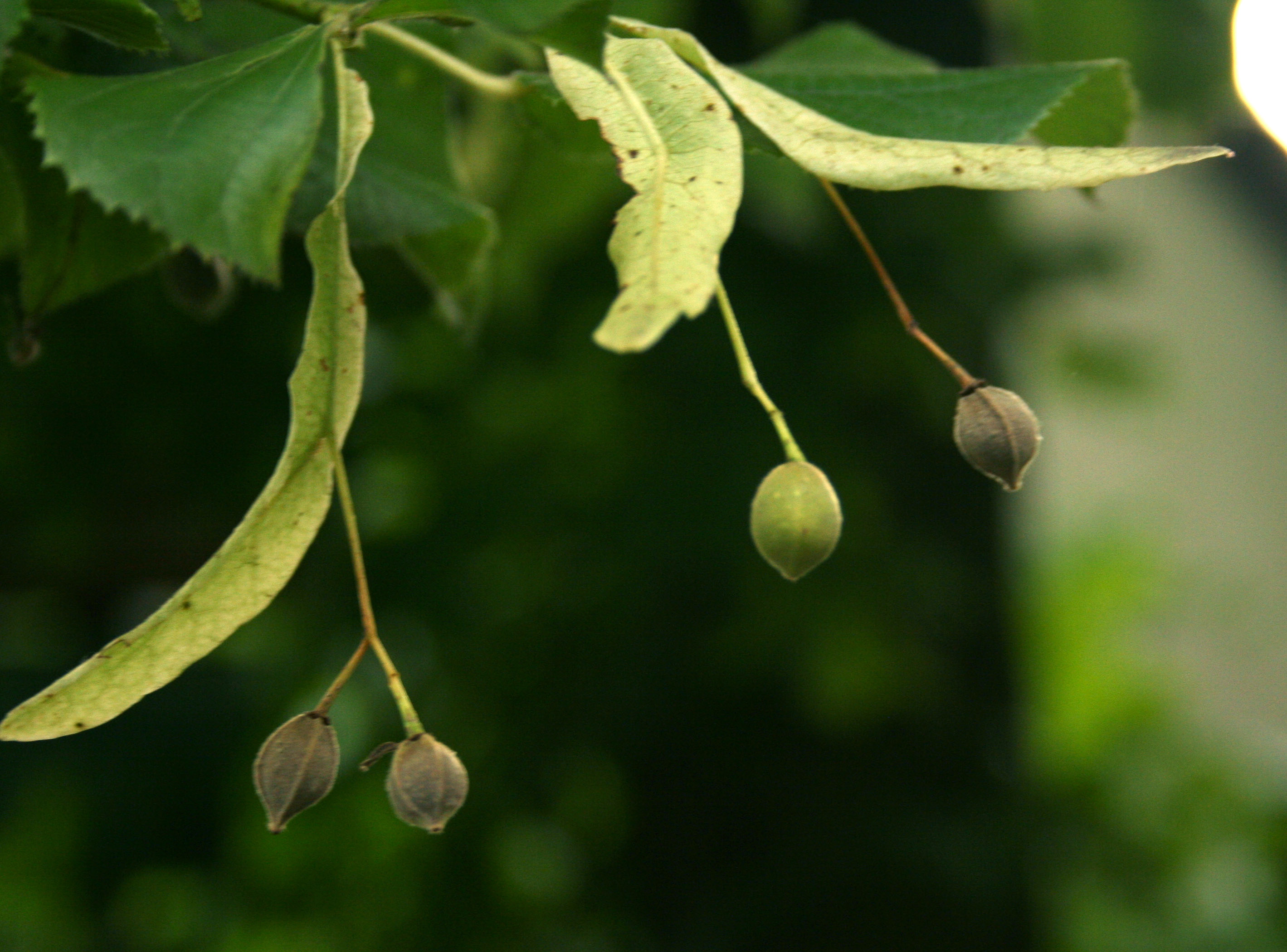
Kislevelű hárs (Tilia cordata) virágzati tengelyre lefutó murvalevele
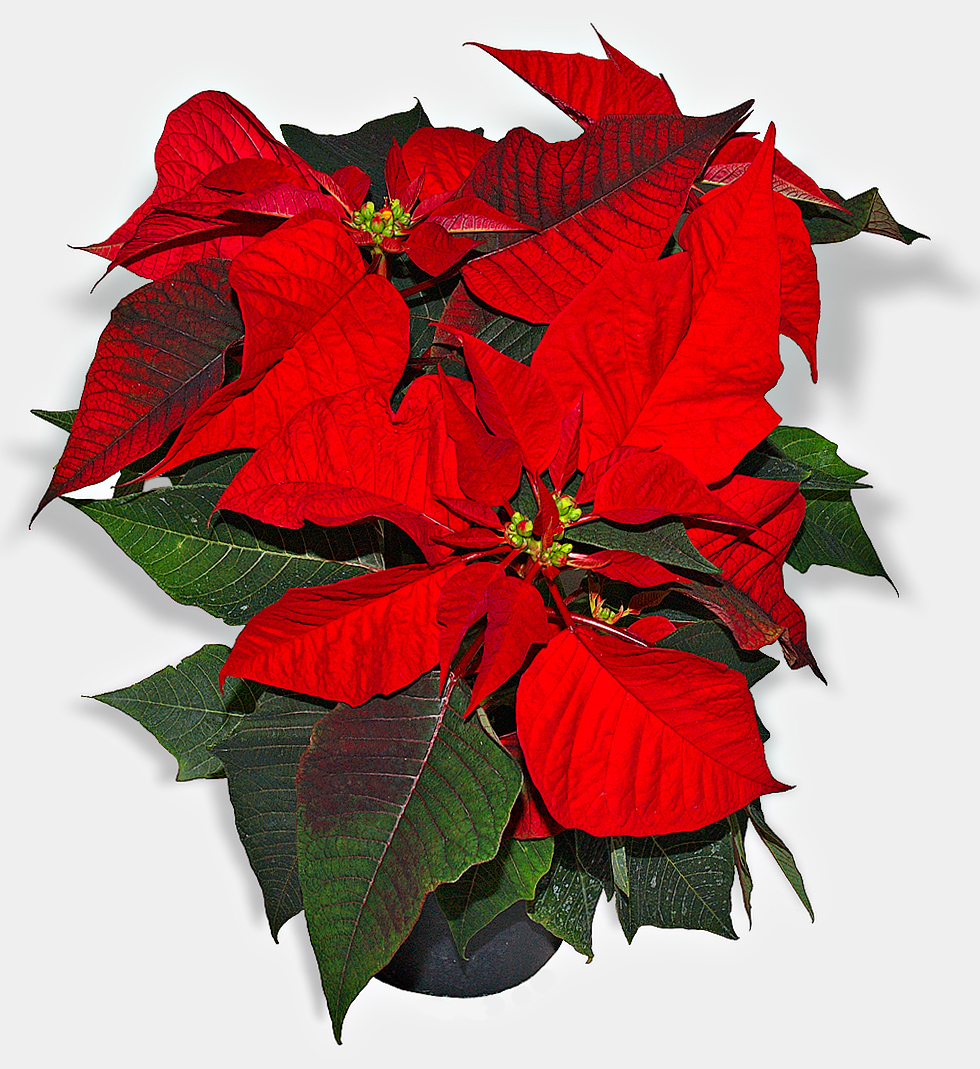
Mikulásvirág (Euphorbia pulcherrima) színes murvalevelei
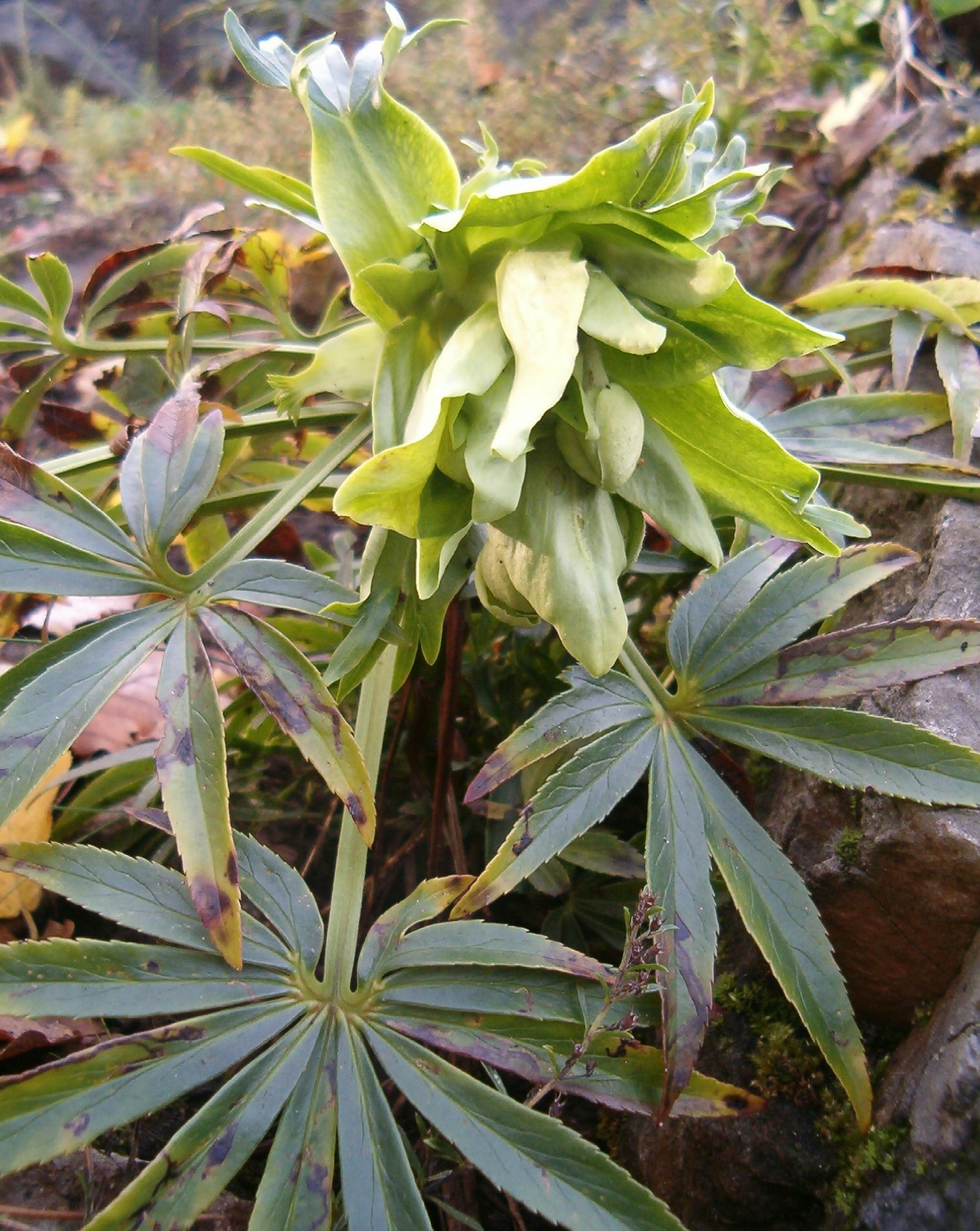
A Helleborus foetidus fellevelei jelentősen különböznek a lomblevelektől
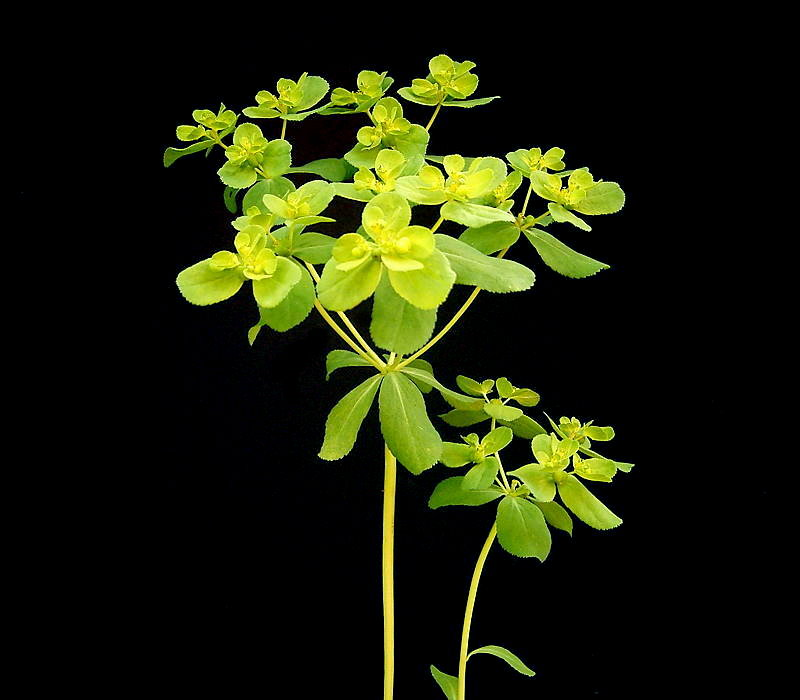
Gallér és gallérka a napraforgó-kutyatej (Euphorbia helioscopia) ernyős virágzatában
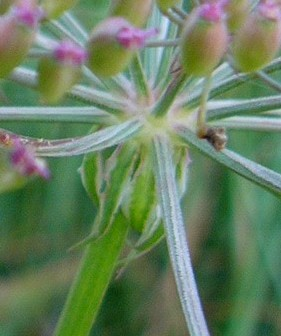
Mocsári kocsord (Peucedanum palustre) gallérja
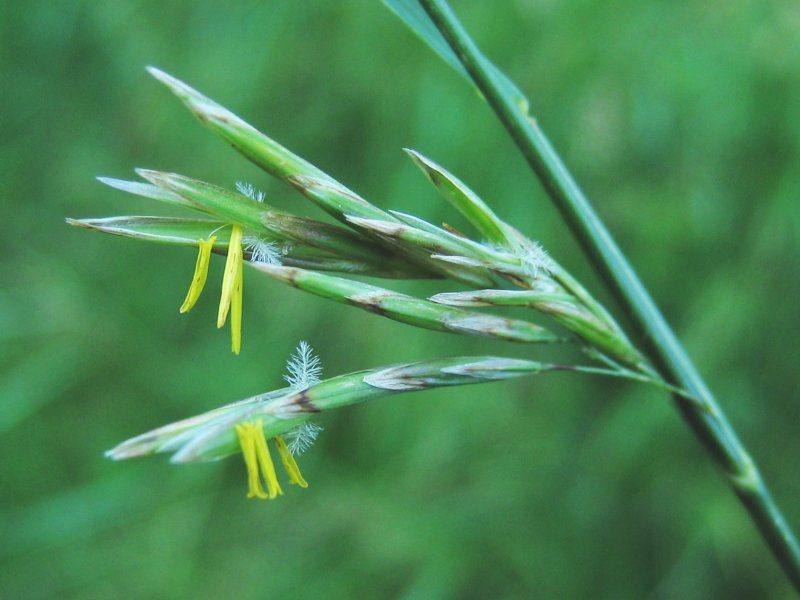
Árva rozsnok (Bromus inermis) toklászából kilógó porzók és a tollas bibe
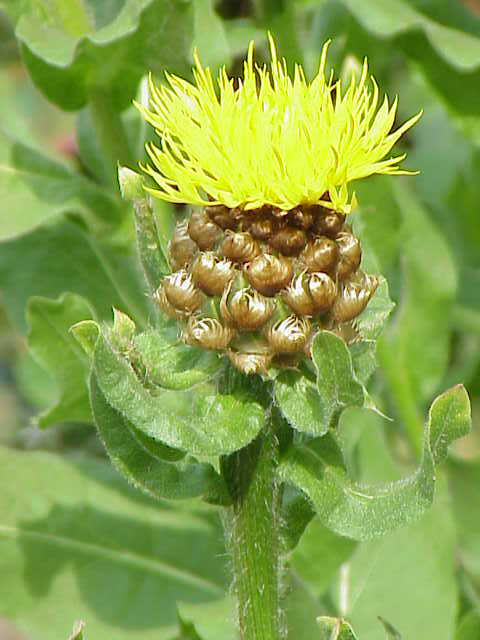
Centaurea macrocephala fészekvirágzata
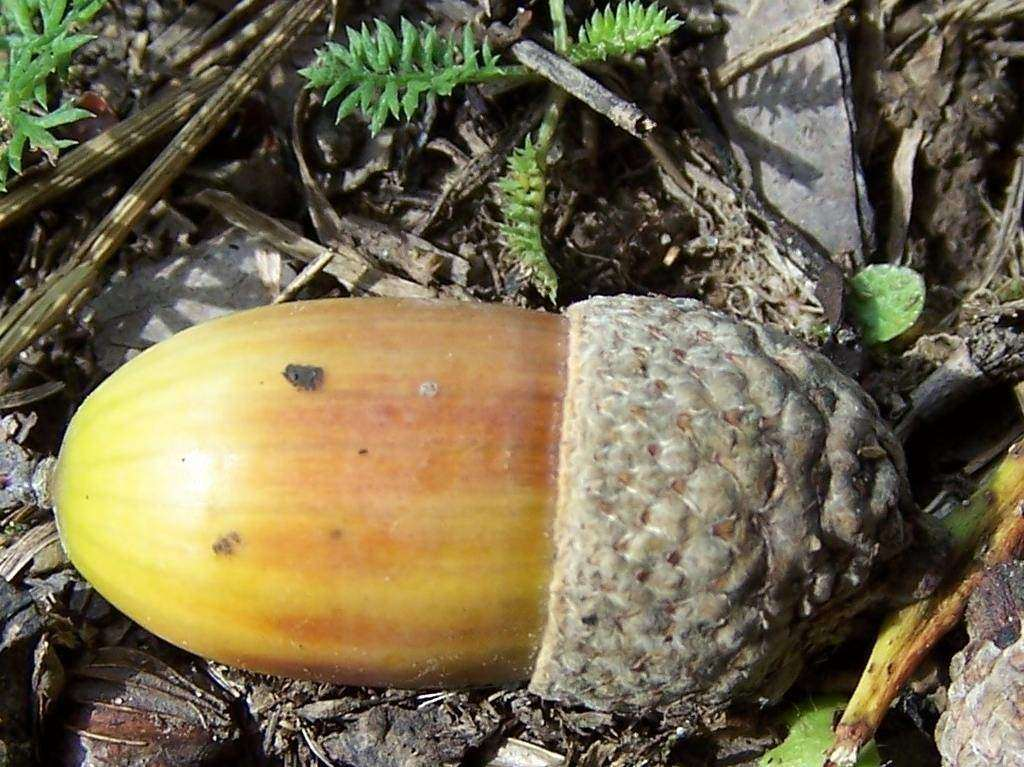
Kocsányos tölgy (Quercus robur) makkja
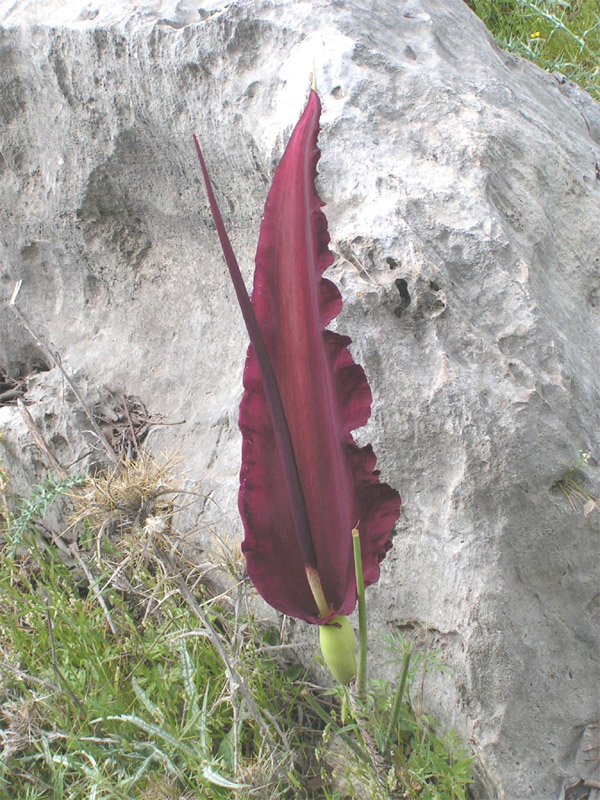
Dracunculus vulgaris torzsavirágzata